# Orleans (Village)
Orleans ist ein Village in der Town Barton im Orleans County des Bundesstaates Vermont in den Vereinigten Staaten mit 788 Einwohnern (laut Volkszählung von 2020). Orleans liegt im Norden in der Town Barton, von der es politisch und verwaltungstechnisch abhängig ist, am Zusammenfluss des Willoughby Rivers mit dem Barton River. Im Nordosten grenzt das Village an die Willoughby Falls State Wildlife Management Area. Die Interstate 91 verläuft in nordsüdlicher Richtung entlang der westlichen Grenze und der U.S. Highway 5 in ostwestlicher Richtung durch das Zentrum des Villages.

## Geschichte
Ausgerufen wurde der Grant für Barton am 28. Oktober 1781. Den Grant bekamen Colonel William Barton und weitere. Mit eigenständigen Rechten wurde das Village Orleans im Jahr 1879 versehen.
Zunächst war das Village unter dem Namen Barton Landing, nach der Lage am Barton River, benannt. Da jedoch die Einwohner das Gefühl hatten, deshalb hinter dem anderen Village der Town Barton, Barton Village, zurückzustehen, wurde das Village 1909 in Orleans umbenannt.
Wichtigster Arbeitgeber vor Ort ist die Möbelmanufaktur Ethan Allen Interiors Inc. mit einem Werk in Orleans.

### Einwohnerentwicklung
| Jahr      | 1800 | 1810 | 1820 | 1830 | 1840 | 1850 | 1860 | 1870 | 1880 | 1890 |
| --------- | ---- | ---- | ---- | ---- | ---- | ---- | ---- | ---- | ---- | ---- |
| Einwohner |      |      |      |      |      |      |      |      | 378  | 482  |
| Jahr      | 1900 | 1910 | 1920 | 1930 | 1940 | 1950 | 1960 | 1970 | 1980 | 1990 |
| Einwohner | 677  | 1131 | 1358 | 1301 | 1332 | 1261 | 1240 | 1138 | 983  | 806  |
| Jahr      | 2000 | 2010 | 2020 | 2030 | 2040 | 2050 | 2060 | 2070 | 2080 | 2090 |
| Einwohner | 826  | 818  | 788  |      |      |      |      |      |      |      |

Volkszählungsergebnisse Orleans Village, Vermont